# Boleslaus (Beuthen-Tost)
Boleslaus von Tost (auch Boleslaus/Boleslaw II. von Beuthen und Tost;  polnisch Bolesław toszecki; tschechisch Boleslav Bytomsko-Koselský; * um 1280; † 1328 oder 1329) war Herzog des oberschlesischen Herzogtums Beuthen und seit 1304 Herzog des Teilherzogtums Tost. 1321 wurde er Erzbischof von Gran. 

## Leben
Boleslaus/Boleslaw war der älteste Sohn des Beuthener Herzogs Kasimir II. und der Helena, deren Herkunft nicht bekannt ist. Sie bestimmten ihn für die geistliche Laufbahn. Erstmals erwähnt wurde er am 10. Januar 1289, als er zusammen mit seinem Vater und seinem nächstjüngeren Bruder Wladislaus dem böhmischen König Wenzel II. huldigte und den Lehnseid ablegte. Für das Jahr 1294 ist er als Scholastiker von Krakau und drei Jahre später als Kanoniker des Breslauer Domkapitels nachgewiesen. Noch zu Lebzeiten seines Vaters, der 1312 starb, wurde für ihn das Gebiet von Tost ausgegliedert, als dessen Herzog er erstmals 1304 urkundete und die Herrschaftsrechte ausübte, als er die Scholtisei des Dorfes Giegowicz bei Tost mit weiterem Zubehör an Peter Ratay verkaufte. In einer am 5. April 1306 in Breslau ausgestellten Urkunde, in der er als Zeuge erwähnt wird, wird er als Herzog von Tost und Scholastikus von Krakau bezeichnet.  In einer am 6. März 1309 verfassten Urkunde bezeugte er, das sein Ritter Scarbimir das Gut Keltsch an die Ritter Jasco und Florian verkauft habe.
Um 1315 begab sich Boleslaus auf den Hof des ungarischen Königs Karl Robert von Anjou, der mit Boleslaus Schwester Maria verheiratet war, die 1317 starb. 1320 wurde er vom König an den Krakauer Hof gesandt, wo er mit König Władysław I. Ellenlang die Eheschließung von dessen Tochter Elisabeth mit König Karl Robert von Anjou vereinbarte. Vermutlich deshalb wurde er am 2. Oktober 1321 zum Erzbischof von Gran ernannt.
Kurz vor seinem Tod gelang es ihm, seinem jüngeren Bruder Mieszko den Bischofsstuhl von Neutra zu verschaffen. Nach seinem Tod 1328 wurde Boleslaus in der Kathedrale von Gran beigesetzt. Das Gebiet von Tost erbte sein Bruder Wladislaus, der es wiederum mit dem Herzogtum Beuthen verband.